# Ruta del agua

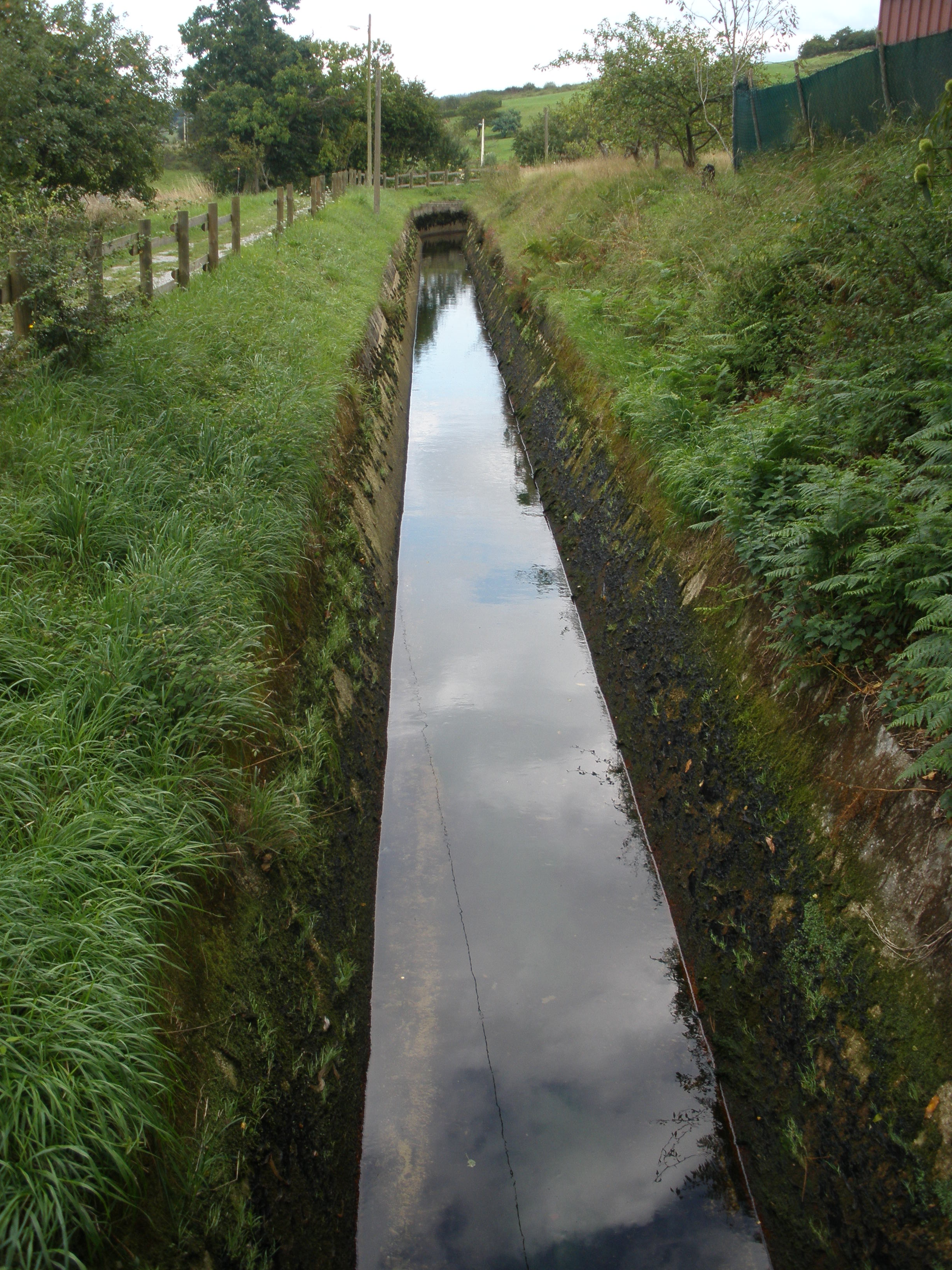
Canal del Narcea en Pillarno, Castrillón.

La Ruta del Agua o Senda del Agua es el sendero de Pequeño Recorrido PR-AS 49  que discurre entre Peñaullán y Molleda, en Asturias, España.

## Recorrido
La ruta, de 23,7 Kilómetros de recorrido, comienza en las casas de El Castro, en Peñaullán, donde tras dejar la carretera asfaltada se coge una desviación a la izquierda que desciende a las casas de Carroceiro. Una vez allí y siguiendo las indicaciones, el camino se adentra monte arriba, entre robles y eucaliptos (antiguo camino hacia las fuentes de Riberas, en el concejo de Soto del Barco). Finalizado este tramo, se llega a las primeras casas del barrio de Monterrey, Riberas, donde atravesando sus calles se encuentra la primera fuente de esta ruta. Después de reposar se continúa la marcha hacia la derecha por una carretera asfaltada que llevará, girando a la izquierda, hasta la carretera local que conduce a Los Veneros; cruzando ésta, se asciende de nuevo para adentrarse en un pequeño tramo por el monte hasta el cementerio de Riberas. Subiendo se encuentra la segunda fuente del recorrido, y un poco más arriba, un grupo de casas denominadas La Barrera, donde se abandonará la carretera para coger un sendero a la derecha que llevará hasta el Canal del Narcea. El resto de la ruta discurre junto al margen izquierdo del canal hasta finalizar en el pueblo de La Corrada. A lo largo de este último tramo se atravesarán varios puentes y se podrá disfrutar de las bellas vistas que el recorrido ofrece.